# 當り矢信太郎
當り矢 信太郎（あたりや のぶたろう、慶應元年9月10日（1865年10月29日） - 1923年9月1日）は、下野国安蘇郡（現在の栃木県佐野市）出身で春日山部屋に所属した力士。本名は山口 信太郎（やまぐち のぶたろう）。身長160cm・体重92kg。最高位は東前頭4枚目（1898年1月場所）。得意手は右四つ、寄り、突っ張り。

## 人物
「免鳥車」と言う水車小屋を営んだ農家の長男で、地元の八幡相撲で活躍した。年齢の割に髪が薄く、常に髷を奴頭に結った。
1889年1月場所に初土俵（幕下）、1894年5月場所に十両昇進。1896年5月場所に新入幕を果たす。小兵ながら右四つと突っ張りの正攻法の取り口で活躍したと伝わる。温厚かつ几帳面な性格でもあり、毎日日記を付けていた。
1909年1月場所限りで、20年の現役生活に幕を下ろした。最後の2場所（1908年5月場所，1909年1月場所）は全敗だった。43歳まで現役を送った息の長い力士だった。
引退後は、第13代春日山として後進の指導に当たっていた（現役中の1906年5月場所より襲名し、二枚鑑札だった期間もある）。一時期春日山部屋を運営していたが、立浪部屋を創設した緑嶌友之助に弟子を譲った。しかし、1923年9月1日に発生した関東大震災に遭い、死去（死没地及び最期の様子は不明である）。満57歳没。大相撲関係者で関東大震災で亡くなったのは、當り矢と梅垣直治郎（11代音羽山として音羽山部屋を経営していた）の2人がいる。

## 主な成績
- 幕内成績：62勝111敗22分8預37休  勝率.358
- 幕内在位：24場所

## 改名歴
- 當り矢 信太郎（あたりや しんたろう）1894年5月場所 - 1906年1月場所
- 春日山 信太郎（かすがやま しんたろう）1906年5月場所 - 1909年1月場所